# Miriam Niburg
Miriam Niburg, ursprungligen Marina Borisovna Tendler, född 14 september 1946 i Sovjetunionen, är en svensk fysiker och ingenjör specialiserad på fiberoptiska och fotoniska tillämpningar.

## Biografi
År 1970 avlade hon civilingenjörsexamen inom fysikalisk optik vid Leningrads institut för precisionsmekanik och optik (numera ITMO). Redan under studietiden bedrev hon forskning inom området.
Kort därefter lämnade hon Sovjetunionen och flyttade till Ungern. Under åren 1971–1977 var hon anställd på Centrala institutet för fysikalisk forskning vid Ungerska Vetenskapsakademin (KFKI). Hennes forskning handlade om icke-linjära effekter inducerade av stark laserstrålning. Arbetet resulterade i en rad publikationer samt i en doktorsavhandling som år 1975 försvarades vid Budapests universitet.
År 1977 lämnade Niburg östblocket och flyttade till Sverige där hon tillträdde en tjänst på den laserspektroskopiska forskargruppen vid Uppsala universitet.
Efter ett antal akademiska år blev det tillämpad forskning och utveckling på Micronic Laser Systems AB. Där deltog hon, i nära samarbete med grundaren Gerhard Westerberg, i framtagningen av den första prototypen av företagets framtida produkt, världens första lasermaskskrivare. Produkten blev en global succé och gjorde Mycronic AB till ett av Sveriges mest framgångsrika högteknologiska företag.
År 1985 bytte hon till Ericsson AB där hon stannade i tjugo år. Under denna tid deltog hon i, och ledde, forsknings- och utvecklingsaktiviteter inriktade på att effektivisera telekommunikationer med hjälp av fiberoptiska och fotoniska teknologier. 
Hon är äldre syster till fysikern Michael Tendler(en).